# 花神 (小説)
『花神』（かしん） は、司馬遼太郎の歴史小説。戊辰戦争で天才的な軍才を振るい、近代日本兵制を創始した兵部大輔・大村益次郎の生涯を描く。
『朝日新聞』夕刊紙上で、1969年（昭和44年）10月から1971年（昭和46年）11月まで連載された。

## 概要
周防国の百姓医に生まれ緒方洪庵の適塾で蘭学を学んで蘭学者として名を馳せ、やがて故国の長州藩に仕官して藩軍の改革に携わって長州征伐で奇蹟的な勝利を成し遂げ、上野戦争に代表される戊辰の戦役で官軍の総司令官として幕軍を壊滅に追い込むものの、狂信的攘夷主義者の凶刃に斃れるまでを扱う。物語の合間には、江戸後期の蘭学に多大な影響を与えたシーボルトの娘で、大村が蘭学を指導した楠本イネとの恋愛模様が描かれる。冒頭で司馬は、適塾出身者を祖父に持つ大阪大学医学部教授・藤野恒三郎から受けた大村とイネとの関係は恋であったのかという問いが本作を執筆する動機になったと語っている。
タイトルの花神とは「花咲か爺」のこと。枯れ木に花を咲かせるように、大村がその軍才で革命の花粉を日本全土に広めていった様を喩えている。司馬は本作で、軍事的才能とは訓練や教育で育成することが不可能な天賦の才であり、戦術的天才を「人間の才能のなかでもっとも稀少」なものとし、いわゆる名将とは「一民族の千年の歴史の中で二、三人も持てば多すぎるほど」と述べ、幕末には無数の人材が群がり出たものの軍司令官として相応しい戦術的天才は大村ただ一人を除いてついに出なかったと評している。
「大村益次郎永敏」とは、後年長州征伐（第二次）の直前に上士に引き上げられてからの名前で、元来は「村田蔵六」や医号の「村田良庵」を名乗っていた。「蔵六」とは亀のことで四肢と頭と尻尾を甲羅に蔵（かく）した状態を意味し、司馬は己を韜晦しきったこの名を「なにやらかれにふさわしい」として、本作での人称は冒頭から最後まで「村田蔵六」で著される。

## あらすじ
日本第一の蘭学塾と名高い大坂の適塾に風変わりな男がいた。その男・村田蔵六は周防国の百姓医の生まれで、抜群の成績を収めて塾頭にまで取り立てられた秀才であった。が、その人柄は恐ろしく無愛想で、必要なこと以外は一切口をきかない。たまに口を開いても出てくる言葉は喜怒哀楽の片鱗も見せない小理屈ばかりで、達磨に似た珍妙な面相で四六時中黙り通す朴念仁ぶりは、他の塾生達を大いに閉口させた。そのような中、蔵六は塾の使いで赴いた旅先で偶然から碧眼の混血婦人とめぐり逢う。イネというその婦人は、三十余年前に来日してこの国の蘭学を一変させた西洋人医師・シーボルトの遺児であった。
黒船来航は泰平の眠りを打ち破った。永く外敵の脅威に晒されることのなかった日本人の意識は大いに刺激され、海防の重要性が喧しく唱えられるようになった。蘭学者もにわかに引く手あまたとなり、蔵六も伊予国宇和島藩に招かれ軍学書の翻訳を任されることとなる。蒸気船の建造や砲台の建設にも携わる中、やがて蔵六は奇縁により宇和島に来たイネと再会し、彼女に蘭学を教授することとなる。蔵六はイネの聡明さと美しさに惹かれた。イネの方も蔵六の不器用で朴訥な人柄を好もしく思い、卓抜した学識への敬意も相まって恋慕を抱くようになる。ついに二人は肌を合わせることとなるが、もともと人づき合いが苦手な蔵六は、あくまでもイネとの間を単純な師弟関係にとどめておき、煩瑣な間柄になることを恐れた。折しも江戸出府の達示があり、蔵六はイネとの距離を置くため江戸へ出ることにする。江戸でも蔵六の学才はたちまち評判となり、やがて蔵六の名声を聞いた長州藩から声がかかり、蔵六は長州藩士として藩の軍制改革に関わることとなる。蔵六という男が凡庸な蘭学者と比べて特異だったのは、軍学書の内容を脳裏で克明に映像化できることにあった。瞼を閉じれば幾百の兵の姿をありありと思い浮かべ、一号の号令の下に躍動する様を思い描くことができる異能を、この男は備えていた。
世情はいよいよ「尊皇攘夷」の掛け声で沸騰し、過激志士達による騒擾事件が相次いだ。そのような中、長州藩は攘夷断行を主張する若手藩士の突き上げに揺さぶられ、あたかも攘夷思想の総本山となったかのように藩全体が先鋭化した。急進的藩士に引きずられた長州は外国船への無差別砲撃まで始め、同時に京で政治工作を重ねて宮廷を牛耳り、偽勅を乱発して政情を攘夷断行へと誘導し始めた。ところが行き過ぎた行動は政治的反作用を招き、長州は八月十八日の政変によって京から追放される。長州は失った政治的地位を回復しようと蛤御門ノ変で京洛になだれ込むも惨敗し、幕府は勅許を得て長州征伐に乗り出すこととなる。恐れをなした長州は穏健派が政権に就いて恭順を示そうとするが、しかしほどなく奇兵隊がクーデターを起こし、再び急進派が藩政を握った。事ここに至っては幕府との全面対決は避けられず、長州藩は挙藩一致で戦の準備を始める。全軍の指揮官として白羽の矢が立ったのは、帰藩以来藩軍の改革を指導した蔵六であった。百姓上がりの男に戦ができるかと反発もあったが、藩首脳は誰よりも西洋軍学に精通するこの蘭学者に賭けた。上士に取り立てられた蔵六は名を「大村益次郎永敏」と改め、全長州軍を率いて幕軍との対決に臨むこととなる。
再度の長州征伐を決断した幕府は、諸藩に動員をかけ西下を始めた。三十余藩を従えた大軍勢で押し寄せる幕軍に長州兵達は震えあがるが、しかし蔵六には必ず勝てるという自信があった。藩軍の改革を任されて以来、蔵六は軍の近代化を大きく押し進めていた。また、秘密裏に成立した薩長同盟により、薩摩藩の水面下の支援を得て施条銃を始めとする新鋭兵器を可能な限り集めさせた。古めかしい戦国期の軍法を墨守する幕軍に対して長州軍は兵法も装備も合理主義に徹し、自藩の存亡を賭けた戦いに土民までもが一致結束したこともあり、終始幕軍を圧倒した。泰平の世ですっかり懦弱になった幕軍は大将自ら敵前逃亡するという醜態まで晒し、ついに停戦を申し出る他なくなった。三百年来天下を圧してきた幕軍が土民の混じった長州軍に敗北したという戦果は日本中を聳動させ、幕府の権威を一挙に失墜させた。長州の奇蹟の戦勝に薩摩もついに倒幕を決断し、時勢は急湍の勢いを示して流れ始める。いよいよ始まる倒幕戦に先立ち、蔵六は下関を訪ったイネに別れを告げた。蔵六という男はこれまでの人生においておよそ能動的に行動したことがない。蘭学を講義したのも軍務に携わるようになったのもみな世間の求めに応じてのことであり、そのことに一抹の寂しさを感じていた。しかし、何やら人に追い使われるために生まれてきたような人生の中でただ一つ、イネと共に過ごした時間のみがささやかながらも充足感を与えてくれた。しかし不器用なこの男にそれを口にできるような衒気はなく、仏頂面で形見の品を押しつけると、今生の別れを言い遺して倒幕戦へと臨んだ。
戊辰戦争が幕を開けた。鳥羽・伏見の戦いに辛くも勝利した薩長軍は、朝廷を擁して新政府を樹立した。官軍となった薩長が東征を始めようとする中、意外にも幕府は錦旗の前に恭順を示し、江戸城も無血で開城された。江戸総攻撃の混乱は回避されたかに見えたが、そのような幕府の姿勢に不満を持ち降伏を是としない勢力も存在した。徹底抗戦を叫ぶ幕臣達はそれぞれに徒党を組み東北や蝦夷地へ転進したが、上野寛永寺を根城にする彰義隊は官軍が江戸城に入った後も江戸に残り、反抗活動を繰り返した。新政府の威信を忽せにせぬためには速やかにこれを討伐せねばならないが、戦闘により江戸の街が焼失してしまえば財政難に苦しむ新政府にこれを復興させる余裕はない。討滅戦は街を焼くことなく行わなければならず、このような難事を成し遂げ得るのは魔術の如き軍配を振るう戦術的天才のみであろう。全軍の指揮は、長州征伐を跳ね返して奇蹟の戦勝をもたらした蔵六に委ねられた。蔵六はさながら己を一個の精密機械に擬し、江戸の大火の歴史を丹念に調べて研究を重ね、数式のように精妙な作戦を構築する。折しも梅雨を迎えたことを好機とした蔵六は、霖雨の中で敵部隊を巧みに誘導して寛永寺に集中させ、街に損害を出すことなく鮮やかにこれを覆滅した。わずか一日で反乱を鎮圧したその采配は、軍神もかくやと言うべき神算鬼謀の業であった。
江戸の鎮定後、官軍は奥羽から蝦夷地へと転戦し、蔵六は最高司令官として江戸城の総督府より指揮を執った。蔵六の的確な指揮により各地の反乱は徐々に制圧されていったものの、命令権限を一手に握り絶対者として振る舞うその姿勢は反発も招いた。やがて五稜郭の陥落により戊辰戦争が終結すると、蔵六は兵部大輔に就任し近代軍の創設に着手する。しかし国民皆兵思想から身分制の廃止を主張する蔵六の果断な改革案は固陋な尚古主義者達の激しい憎悪を買った。持ち前の愛想の悪さもたたって多くの敵を作った蔵六は、ついに出張先の大阪で激徒の襲撃を受け、その凶刃に斃れ落命することとなる。あたかも時代の求めに応じるようにして彗星の如く現れたこの男は、日本全土に革命の花粉を撒き散らすとその役目を終えたかのように静かに歴史の舞台から去っていった。まるで事務処理のようだった蔵六の生涯を、最後にかすかにながらも芳醇なものとしてくれたのはイネの存在であった。イネは蔵六の遭難を聞くや、道中の疲労も厭わず遠路遥々駆けつけ、その後蔵六が息を引き取るまでの間、寝食も忘れて看病を続てくれた。この男の常の癖で愛想のある対応はできなかったものの、蔵六にとって臨終までのイネとの時間ほど生涯で愉しかった時は他にない。「このイネばかりがおれの女だ」と叫び上げたいほどに思ったことであろう。
由来、人間が理性で生きる部分などわずかでしかなく、蔵六のみが人間の例外であるはずもなかった。

## 主な登場人物
村田蔵六（大村益次郎）
本作の主人公。周防国鋳銭司村の百姓医に生まれ、蘭学を学ぶために大坂の緒方洪庵の適塾に入り、抜群の成績を収めて塾頭に取り立てられる。家業を継ぐために一旦郷里に戻るものの、優れた蘭学者を探していた宇和島藩に招かれて蘭学の教授を行い、その後江戸に出て蘭学塾「鳩居堂」を開塾し、幕府の要請によって蕃書調所・講武所の教授となるが、愛郷心から故郷の長州藩に仕え、兵制の改革・士官学校の開設・西洋式砲台の建設など藩軍の近代化を押し進めた。第二次長州征伐に臨んで長州の軍務を総攬する地位に就き、決して精強とはいえない長州兵を巧みな采配で進退させ、対幕戦で奇跡の戦勝をもたらした。続く戊辰戦争では官軍の総司令官を任され、精妙無比な戦闘指揮によって旧幕軍の抵抗を見事に鎮圧した。
「火噴達磨」（達磨の形をした火おこし器）と仇名されたように額がせり出、眉が太く目がぎょろりと大きい醜男。面相が良くない上に異常なほど無愛想な性格で、必要がなければ四六時中黙り通して一言も口をきかない。すべてを記号化する数学的視点で物事を捉えることを好み、非合理な言動・行動を好まない。時候の挨拶も理解できないため百姓医であった頃は村人が近づかず、医院はまったく流行らなかった。その一方で、珍妙なことに長州藩や日本に対して強烈な郷土愛を抱き、西洋人を無条件に嫌うという情念的ナショナリズムを濃厚に持つ。蘭学者には珍しい攘夷思想の徒であり、攘夷主義者を嘲笑する福沢諭吉からは散々馬鹿にされた。
政略と戦略、および戦術について明快な定義を整え、近代的作戦家として確固とした識見を備えている。殊に戦略の中における戦術の位置づけについては、「タクチーキ（戦術）を知ってストラトギー（戦略）を知ざる者は、ついに国家を過つ」として戦術の上位概念としての戦略の重要性を説いた。綿密な計算を立て立案した作戦に確固たる信念を持つため、兵員も弾薬もたとえ前線から火のような催促があっても必要と認めた以上は決して送らない。人の心の微妙な機微を斟酌することができず、人間関係についても数学的思考で捉える癖があり、この悪癖により無用の反発を招いて多くの敵を作った。そのため、軍人としては極めて優れているが政治的才覚は乏しい。
明治初年、過激な攘夷主義者の襲撃を受け、その刀瘡がもとで落命した。
楠本イネ
シーボルトの娘。物心つく前に生き別れになった父への憧憬から蘭学を修め、医師になることを志す。シーボルトの門人であり養育を託された二宮敬作から産科を学ぶことを薦められ、同じくシーボルトの門下生であった備前国岡山の石井宗謙の元に弟子入りするも蘭語もろくに教えてもらえず、挙句に手篭めにされて子を身籠る。しかし緒方洪庵の使いで宗謙を訪ねて来た蔵六と知り合い、ほどなく蔵六が蘭学講師として宇和島藩に招聘された際に宇和島藩に仕える二宮敬作の引き合わせで再会し、たまさかその指導を受けることとなる。蔵六が江戸へ出た後はその後を追って開港間もない横浜で産科医院を開き、その後一旦長崎に戻って幕府の招聘で来日していたオランダ人医師・ポンペについて本格的に西洋医学を学び、再び横浜で産科医として開業する。産婆ではなく、正式に医学を修めた日本初の女医。
学問に対するその情熱や執心はすべて幼くして離別せざるを得なかった父に対する想いから出ているといってよく、さながら父の愛を渇望するように蘭学を学んだ。蔵六に対してはその卓抜した学識を深く尊敬し、朴訥で不器用な人柄にも得も言われぬおかしみを感じ、恋慕を抱くようになる。蔵六もイネの深い知性に好意を持ち、妻を娶りながらも生涯漂泊同然の暮らしをして鋳銭司村の自宅に居つくことが少なかった蔵六にとって、伴侶にも等しい存在となった。
蔵六が攘夷の激徒の襲撃を受けた際には、すぐさま横浜の医院を閉じて大阪まで駆けつけ、その後五十日間献身的に看病し、その最期を看取った。
フィリップ・フランツ・フォン・シーボルト
ドイツ人医師。本作の時代から三十年ほど前、ヨーロッパにおいてほとんど未開拓の状態にあった日本学を開拓することを志し、オランダの軍医少佐の肩書で来日した。幕府の公認の下で長崎郊外の鳴滝に塾舎を構えて多くの俊才を育成し、江戸後期の蘭学を一変させた。その傍ら、日本の自然や文物に関する資料を多岐にわたって熱心に蒐集し、輸出禁制の品を持ち出そうとしたことから幕府より国外追放されることとなるものの（シーボルト事件)、滞日中に重ねられた研究はヨーロッパで高い評価を受け、彼の地における日本学の祖となった。
オランダに戻った後も「美しい国に住む善良な国民」と日本への想いを忘れずに持ち続け、日蘭修好通商条約の締結により追放処分が解かれた後に再来日し、ついにイネとの再会を果たす。しかし三十年ぶりに来日したシーボルトはすでに老齢でイネが少女時代から思慕を抱き続けた帯日時の精悍な青年医師とはかけ離れており、また父がオランダ人ではなく本来ドイツ人であったこともイネに衝撃を与え、父との再会はイネにとってあまり幸福なものとはならなかった。
緒方洪庵
大坂で日本第一の蘭学塾である適塾を主催する学匠。医学を私利私欲を求めず公のために尽くす仁術と心得る君子人で、生涯にわたって三千人にも及ぶ門人を育てた。その公正無私な人柄は大坂市民に大いに敬慕され、門人達からの信頼も篤い。蔵六も終生洪庵を敬愛し続け、後に暗殺者の凶刃に斃れた際には自身の骨を分骨して洪庵の墓の側に埋めることを遺言した。
晩年になって幕府の要請により、奥医師に就任する。元来病弱である上にすでに老齢であることを理由に固辞したが、再三の懇願を断り切れず要請を受け入れる。しかし御殿仕えの気疲れが重なり、江戸出府わずか一年ほどで結核により世を去った。
二宮敬作
シーボルトの高弟。宇和島の僻村の百姓の出で若くして蘭学を志し、折しも来日していたシーボルトの評判を聞き、長崎に出てその門を叩いた。シーボルト一門を代表する俊才の一人で、殊に外科医としての腕前はシーボルトをも驚かせたほどで、その技術は日本一といっても過言ではない。シーボルト事件後に長崎を追放され郷里に戻るが、学才を耳にした宇和島藩主・伊達宗城に準範士待遇で迎えられる。黒船来航後、優れた蘭学者を探していた宗城に蔵六を推挙し、蔵六が世に出るきっかけを作った。
シーボルトの帰国の際にイネの養育を委ねられ、シーボルトを神のように尊崇することからイネに父の偉業を繰り返し語って聞かせ、イネのシーボルトに対する憧憬心を育てた。長崎を追放されたために直接面倒を見ることはできなかったものの、蘭学に興味を持ったイネのために宇和島から様々な支援をした。少々過剰なほどの情念の持ち主で、世間への慷慨やらイネの将来への不安やらに悩み続け、鬱積する憂憤のために常に酒を傍らから離せず、そのためやや酒乱の気がある。
深酒がたたり、下関戦争の前年に脳溢血で斃れ世を去る。イネはさながら父親代わりとして面倒を見てくれた敬作を弔うために、自費で墓を建立した。
伊達宗城
伊予国宇和島藩藩主。「賢侯」として天下に広く知られた英君で、黒船来航以前より西洋文明に強い関心を持ち、藩の近代化を押し進めていた。蘭学の普及にも熱心で藩士に蘭学を奨励し、蛮社の獄で逃亡中だった蘭学者・高野長英を匿ったこともある。
黒船来航に際して蒸気船を目の当たりにし、西洋文明の象徴ともいえるその威容に感嘆し、自らの手で建造することを決意する。二宮敬作からの推挙で仕えることとなった蔵六に研究を命じ、蔵六は城下の提灯張り職人・嘉蔵と共に苦心の末に蒸気船建造を成し遂げた。
福沢諭吉
豊前国中津藩出身の洋学者。緒方洪庵の適塾で蘭学を学び、抜群の成績を収めて洪庵に高く評価された。蔵六にとって同窓ではないが、塾の後輩に当たる。
行動力に富んだ性格で、世界の標準が英語であると知るやすぐさま蘭語を放り捨てて英語を身につけ、幕府に通訳官として召し抱えられて万延元年遣米使節や文久遣欧使節で洋行も果たした。性格的に保守傾向の強い蔵六は福沢のやや軽薄なくらいの先進好みを快く思わず、福沢の方でも蔵六のいささか固陋な保守性を嫌い、両者は何かとそりが合わなかった。
維新後は慶應義塾の主催者として啓蒙・教育活動に邁進した。
桂小五郎（木戸孝允）
長州志士の指導者の一人。藩の典医の家の出身で、藩校明倫館の講師をしていた吉田松陰によって勤王思想の洗礼を受け、志士活動を始める。書生じみた気焔を吐く他の志士達と異なって、常に地に足を据えて物事を捉える冷静な思考を備えており、若手志士達のまとめ役として仰がれた。調整能力と交渉力に優れることから若年ながら藩政の中でも重用され、その政治力はすでに老熟した政治家の風韻がある。蛤御門ノ変の後に幕府の追捕の網を逃れて諸国を流浪したが、第二次長州征伐の直前に帰国を果たし、藩政の実権を握った。
蔵六という逸材に目をつけ、長州藩に招いた人物。百姓出身ということで何かと動きづらい蔵六に様々な便宜を図り、藩政を掌握した後には藩の軍務長官に大抜擢した。寡黙な蔵六も桂の実直な人柄には信頼を寄せ、桂相手には熱心に政策論を語った。
維新後は「木戸孝允」と名乗り、新政府の顧問・参与の座に就いた。天才を発掘したという自負心から蔵六への思い入れは強く、新政府の中で重用して末には薩摩閥に対する長州閥の首魁に育てようと考えていた。そのため蔵六が攘夷の激徒の凶刃で落命した際には悲憤慷慨し、身も世もないほどに慟哭した。
高杉晋作
長州志士の指導者の一人。吉田松陰の松下村塾の塾生で、師の感化を得て勤王活動を始める。藩の上士の出身であるが、急進的な若手志士達の頭目として担ぎ上げられ、初の民兵組織である奇兵隊を創設する。攘夷の不可能性は理解していたものの、あえて過激な攘夷活動を行うことによって長州藩を幕藩体制を抜け出した一個の独立国にするという「大割拠論」を唱えた。時勢を見極めることに超人的な眼力を備えており、一隅の好機を見定めるや雷電のごとく行動を起こして決して逃さず、革命家としては不世出といってよい才覚の持ち主。
第二次長州征伐の直前に奇兵隊によるクーデターを成功させて再び藩政を急進派に取り戻し、関門海峡を渡った豊前国小倉藩との戦いでは自ら部隊を指揮して勝利を得た。しかし戦役の終結後に肺結核に倒れ、若くして病没する。蔵六とは生涯疎遠であったがその軍才を見抜き、忌の際に奇兵隊士達に蔵六を大将に仰ぐことを遺言して息を引き取った。
西郷隆盛
薩摩志士の指導者。比類なき統率力で日本最強とされる薩摩武士団を束ね、戊辰戦争では官軍の筆頭参謀を務めた。同じく官軍参謀として参加した蔵六の軍才に感服し、百姓医あがりの蔵六を嘲る者を諌め、戦役における軍事の全権を掌握させた。接する誰をも深く魅了してしまう人格を持ち、志士達の衆望を一身に掌握して鮮やかに統率し、倒幕戦の実質的な総大将として指揮を執った。ところが蔵六はその魅力に対してまったくの不導体であり、参謀の一人として日常的に接しながらも西郷の威望を理解できず、その人物を巨大な無能人としか見なかった。
純朴な理想主義者であることから、維新の成立後は革命の結果に納得がいかず、度々不満を漏らして慨嘆した。西郷の巨大な声望が同じく維新を承服できない不平分子の不満と結びつくことを危惧した蔵六は、窮理学（物理学）的にその行方を考察して「いずれ九州から足利尊氏のごとき者が起こる」と断じ、およそ十年後の西南戦争の勃発を予見した。
天野八郎
彰義隊の指導者。元来は上野国の富農の出で幕臣ではないが、深い教養を持つ上に雄偉な体躯を備えることから総大将としての風格に溢れ、正規の幕臣達からも指導者として推戴された。耳を貸す誰をも陶酔させる弁舌の持ち主で扇動者として稀有な力があり、結成時に百人程度しかいなかった彰義隊を三千人にまで膨れ上がらせた。
とはいえ戦略眼に乏しく、結束させた隊のエネルギーを方向づける展望を持たず、隊士達とともに己の口舌に酔うといった格好に留まった。軍事的な才覚も欠けており、配下にもこれといった人材がいなかったため、上野戦争の火蓋が切られるや蔵六の巧緻な作戦の前にあっけなく敗退した。
海江田信義
薩摩藩士。薩摩藩の中でも最古参の志士で、黒船来航以前より西郷らとともに活動した華麗な閲歴を持つ。が、甚だ狭量な性格で人物が小さく、同郷の薩摩人の間でも評判が良くない。戊辰戦争においては筆頭参謀の西郷から総督府を任され、江戸城で全軍の指揮を執っていたが、遅参してきた蔵六が自らを押しのけるようにして官軍の全権を掌握したことに強い不快感を抱き、軍議の席でも度々意見が対立し、蔵六を激しく憎むようになる。蔵六は海江田を喧しいだけの小人物と見てまともに相手にせず、その愛想の悪さが災いしてさらに憎悪を掻き立てさせた。
蔵六との衝突を危惧した西郷によって戦役の後期から京駐在の閑職に飛ばされる。しかしそのことを執念深く恨み続け、かねてより蔵六をつけ狙っていた長州浪人・神代直人ら狂信的攘夷主義者を焚きつけ、蔵六が軍施設建設の視察のために京坂に出張した際に襲撃させた。蔵六は辛うじて難を逃れるものの、この時受けた刀瘡がもとでおよそ二ヶ月後に命を落とすこととなる。

## 刊行書誌
- 新潮社 全4巻、1972年5月-8月
- 新潮文庫 上中下、1976年8月、改版2002年。電子出版、2021年2月

上 ISBN 4101152179、中 ISBN 4101152187、下 ISBN 4101152195（文庫新版）
- 新潮社 愛蔵版 全1巻、1993年12月。ISBN 4103097396
- 文藝春秋『司馬遼太郎全集30 花神 一』、『31 花神 二　斬殺・慶応長崎事件』1974年3月

30巻 ISBN 4165103004、31巻 ISBN 4165103101

## 映像作品
1977年、NHK大河ドラマ第15作としてテレビドラマ化された。詳細は該当項目を参照。

## 関連作品
- 『鬼謀の人』

大村を主人公にした本作の前身といえる中編小説。『小説新潮』1964年（昭和39年）2月号に発表
『人斬り以蔵』新潮文庫に収録。ISBN 4101152039